# راوی (رود)
راوی رودی است که به چناب می‌ریزد. این رود از شمال شرقی کشور هند و شرق پاکستان می‌گذرد. طول آن ۷۲۰ کیلومتر (۴۵۰ مایل) است. راوی یکی از پنج شاخاب (رود فرعی) است که بر روی هم سیستم رودخانه‌ای سند را تشکیل می‌دهند. راوی از رودهای ناحیه پنجاب محسوب می‌شود.